# Яковенко, Алексей Александрович
Алексе́й Алекса́ндрович Якове́нко (род. 1 июня 1956, Никополь, Днепропетровская область, Украинская ССР, СССР) — советский футболист, нападающий, полузащитник.

## Карьера
Воспитанник днепропетровского «Днепра». В 1975—1978 годах провёл за основную команду в Высшей лиге 15 матчей, забил 1 мяч. В 1978 году пополнил ряды запорожского «Металлурга». В 1979—1987 годах защищал цвета никопольского «Колоса». В 1998 году перешёл в николаевский «Судостроитель». В 1989 году выступал за «Вулкан». Завершил карьеру в 1990 году в «Башсельмаше».

## Достижения
- Бронзовый призёр Первой лиги: 1982
- Победитель 2-й зоны Второй лиги: 1979
- Финалист Кубка РСФСР: 1990

## Личная жизнь
Младший брат Павел (род. 1964) — также футболист, выступал за сборную СССР. Заслуженный тренер Украины.